# MV CLUB
MV CLUB（エムブイクラブ） は、エフエム徳島で放送されているラジオ番組。

## 概要
- Tokushima Key Persons終了を受けて引き継いだ自社製作枠で、エフエム徳島からのお知らせやトピックスを中心に放送している。
- エフエム徳島のアナウンサーが不定期で担当している。
- 番組タイトルの「MV」とは、エフエム徳島のコールサイン「JOMV-FM」に由来している。
- 同タイトルで2010年3月まで、平日の昼ワイドとして放送されていたが、6年ぶりに同タイトルが復活した。

## コーナー
- Weekend for U - 出演：上野優華

2016年4月1日まで、月～金 7:50 - 7:55に放送していたWake Up You-kaの後継コーナーとして内包されている。

## パーソナリティー
- エフエム徳島アナウンサー

## 昼ワイドとしての放送（2010年3月まで）

### 概要
- 昼前の自社製作枠で、エフエム徳島からのお知らせやトピックスを中心に放送していた。
- 2010年3月31日に放送終了。これにより、昼前25分の自社製作番組は消滅した。

### コーナー
- 徳島市通信（木曜日のみ）

### パーソナリティー
- 大屋香里
- エフエム徳島アナウンサー

### 備考
- もともとは、土曜日の15:55からの5分番組だったが、前番組Good Day Hummingの終了に伴い、11:30-11:55を引き継ぐ形でリニューアルされた。
- もともと特定のパーソナリティーを決めずに放送していた。2009年4月から大屋香里をパーソナリティーにおいて放送していたが、大屋の降板後は、以前の同局アナウンサーによる持ち回りのスタイルに戻った。

| エフエム徳島 月曜日～木曜日11:30-11:55 | エフエム徳島 月曜日～木曜日11:30-11:55 | エフエム徳島 月曜日～木曜日11:30-11:55 |
| 前番組                                 | 番組名                                 | 次番組                                 |
| -------------------------------------- | -------------------------------------- | -------------------------------------- |
| Good Day Humming ※12:55まで            | MV CLUB                                | ONCE （JFN系）                         |